# 'Mamphono Khaketla
 'Mamphono Khaketla (* 5. März 1960 in Maseru, Basutoland, heute Lesotho) ist eine lesothische Mathematikerin und Hochschullehrerin. Sie war von 2015 bis 2017 Finanzministerin des Königreichs Lesotho.

## Leben und Werk
'Mamphono Khaketla ist eine Tochter von fünf Kindern des Lehrers Bennett Makalo Khaketla und der Lehrerin ’Masechele Caroline Ntšeliseng Khaketla, die um 1959 die Iketsetseng Private School gründete. Sie besuchte diese Schule für ihre Grund- und auch für ihre Sekundarschulbildung. Sie erhielt das Cambridge Overseas Certificate an der Maseru Day High School, bevor sie das Lesotho National Teacher Training College in Maseru besuchte. Dies ist die einzige staatliche Lehrerausbildungsstätte in Lesotho. Sie absolvierte hier zwei berufsqualifizierende Studiengänge, der eine, der zum Secondary Teachers Certificate führt, und der andere, der das Diploma in Education beinhaltet. Nach erfolgreichem Abschluss studierte Khaketla an der National University of Lesotho. Hier erwarb sie 1980 den Bachelor of Education und 1982 erhielt sie das Diploma of Education.
Danach zog Khaketla in die Vereinigten Staaten, wo sie an der University of Wisconsin–Madison studierte. Sie erhielt dort 1988 ihren Master-Abschluss und wurde mit der Madison Vilas Fellowship ausgezeichnet. Im Jahre 1991 promovierte sie zum Ph.D. mit der Dissertation: An analysis of the Lesotho Junior Certificate Mathematics Examination and its impact on instruction.
Nach ihrer Promotion kehrte Khaketla nach Lesotho zurück, wo sie 1991 als Dozentin für Mathematik an das Lesotho National Teacher Training College in Maseru berufen wurde. Von 1995 bis 1996 war sie Chief Education Officer (etwa: „Hauptabteilungsleiterin“) im Ministerium für allgemeine und berufliche Bildung und anschließend bis 2001 Direktorin des Institute of Development Management (IDM) in Lesotho und Botswana. Sie war dann bis 2002 als Direktorin am Center for Accounting Studies (etwa: „Studienzentrum für das Rechnungswesen“) tätig. Von 2002 bis 2004 war sie Ministerin für Kommunikation, Wissenschaft und Technologie und wechselte dann bis 2007 in das Ministerium für natürliche Ressourcen. Im selben Jahr übernahm sie das Ministerium für Bildung und Ausbildung, das sie bis 2012 führte. Von 2015 bis 2017 war Khaketla Finanzministerin von Lesotho.
Im Juli 2016 wurde Khaketla in einem vor Gericht verhandelten Fall beschuldigt, Bestechungsgelder für einen großen Regierungsauftrag gefordert zu haben. Sie wurde von dem Vorwurf freigesprochen, 2016 für einen großen Vertrag für das Fuhrparkmanagement der Regierung ein Bestechungsgeld erbeten zu haben.

## Ehrungen
- 1986: Albert Sabin Rotary Fellow
- 1988: Vilas Fellow der University of Wisconsin
- 1988: Fellow des African America Institute

## Veröffentlichungen (Auswahl)
- mit Thomas A. Romberg, Linda Wilson: An examination of six standard mathematics tests for grade eight. National Center for Research in Mathematical Sciences Education, 1989.
- mit Thomas A. Romberg, Linda Wilson: The alignment of six standardized tests with the NCTM standards. National Summit on Mathematics Assessment convened by the Mathematical Sciences Education Board, Washington (DC) 1989.
- mit Thomas A. Romberg, Linda Wilson, Silvia Chavarria: Curriculum and Test Alignment. In Thomas A. Romberg (ed.): Mathematics Assessment and Evaluation: Imperatives for Mathematics Educators. State University of New York Press, Albany 1992, S. 61–74, ISBN 978-0-7914-0900-8.
- A survey of satellite schools in Lesotho. (Consultancy report). Institute of Development Management / UNICEF. Maseru 1997 (1996).